# Unto the Locust
Unto the Locust é o sétimo álbum de estúdio da banda americana Machine Head, lançado na Austrália em 23 de setembro, no Reino Unido em 26 de setembro e para o resto do mundo em 27 de setembro. O álbum foi produzido e mixado por Robb Flynn, o álbum alcançou a 22ª posição na Billboard 200. Unto the Locust foi gravado no Jingletown Studios.
Em 14 de junho de 2011 a banda lançou o single "Locust" para divulgar o novo álbum.

## Lista de faixas
| N.º | Título                                                                                             | Compositor(es)                        | Duração |  |
| 1.  | "I Am Hell (Sonata in C#)" - I: Sangre Sani (Blood Saint) - II: I Am Hell - III: Ashes to the Sky" | Robb Flynn, Phil Demmel               | 8:25    |  |
| 2.  | "Be Still and Know"                                                                                | Robb Flynn, Phil Demmel               | 5:43    |  |
| 3.  | "Locust"                                                                                           | Robb Flynn, Phil Demmel               | 7:36    |  |
| 4.  | "This Is the End"                                                                                  | Robb Flynn                            | 6:05    |  |
| 5.  | "Darkness Within"                                                                                  | Robb Flynn, Phil Demmel, Dave McClain | 6:28    |  |
| 6.  | "Pearls Before the Swine"                                                                          | Robb Flynn, Phil Demmel, Dave McClain | 7:19    |  |
| 7.  | "Who We Are"                                                                                       | Robb Flynn                            | 7:28    |  |

| Faixas bônus Deluxe collector's edition |                                     |                                         |         |  |
| N.º                                     | Título                              | Compositor(es)                          | Duração |  |
| 8.                                      | "The Sentinel" (Judas Priest cover) | Glenn Tipton, Rob Halford, K.K. Downing | 5:08    |  |
| 9.                                      | "Witch Hunt" (Rush cover)           | Geddy Lee, Alex Lifeson                 | 4:46    |  |
| 10.                                     | "Darkness Within" (Acústica)        | Robb Flynn, Phil Demmel, Dave McClain   | 5:05    |  |

| Faixa bônus da versão japonesa |                  |                                                  |         |  |
| N.º                            | Título           | Compositor(es)                                   | Duração |  |
| 11.                            | "Halo" (ao vivo) | Robb Flynn, Dave McClain, Adam Duce, Phil Demmel | 9:09    |  |

| Faixa bônus Metal Hammer special fan pack |                    |                         |         |  |
| N.º                                       | Título             | Compositor(es)          | Duração |  |
| 8.                                        | "Locust" (ao vivo) | Robb Flynn, Phil Demmel | 7:42    |  |

## Créditos

### Banda
- Robb Flynn – vocal e guitarra rítmica
- Dave McClain – bateria
- Adam Duce – baixo, backing vocals
- Phil Demmel – guitarra solo, backing vocals

### Produção
- Robb Flynn – produção
- Juan Urteaga – mixagem

## Tabela de posições
| Lista (2011)                    | Posições |
| ------------------------------- | -------- |
| Australian Albums Chart         | 10       |
| Austrian Albums Chart           | 6        |
| Belgian Albums Chart (Flanders) | 19       |
| Belgian Albums Chart (Wallonia) | 21       |
| Canadian Albums Chart           | 32       |
| Danish Albums Chart             | 10       |
| Dutch Albums Chart              | 20       |
| Finnish Albums Chart            | 8        |
| French Albums Chart             | 18       |
| German Albums Chart             | 5        |
| Hungarian Albums Chart          | 19       |
| Japanese Albums Chart           | 18       |
| New Zealand Albums Chart        | 19       |
| Norwegian Albums Chart          | 15       |
| Spanish Albums Chart            | 28       |
| Swedish Albums Chart            | 14       |
| Swiss Albums Chart              | 10       |
| UK Albums Chart                 | 82[A]    |
| UK Albums Chart                 | 43[B]    |
| U.S. Billboard 200              | 22       |

[A] (Fanpack)
[B] (Versão oficial Reino Unido)